# Centrum Informacji Naukowej, Technicznej i Ekonomicznej
Centrum Informacji Naukowej, Technicznej i Ekonomicznej – jednostka organizacyjna rządu istniejąca w latach 1971–1990, powołana w celu zapewnienia planowego rozwoju działalności w dziedzinie informacji naukowej, technicznej i ekonomicznej oraz efektywnego jej wykorzystywania w gospodarce narodowej.

## Powołanie Centrum
Na podstawie uchwały Rady Ministrów z 1971 roku w sprawie rozwoju informacji naukowej, technicznej i ekonomicznej ustanowiono Centrum. Nadzór nad działalnością Centrum Informacji sprawował Przewodniczący Komitetu Nauki i Techniki.

## Zakres działania Centrum
Do zakresu działania Centrum Informacji należało:
- programowanie i koordynowanie przedsięwzięć mających na celu planowe wprowadzenie i rozwój ogólnokrajowego systemu informacji zgodnie z zasadami ustalonymi w niniejszej uchwale,
- opracowywanie planów działalności informacyjnej na podstawie długofalowych programów rozwoju działalności informacyjnej w kraju i propozycji resortów,
- kontrola realizacji zadań ustalonych w programach i planach działalności informacyjnej, w tym prac badawczych i rozwojowych,
- opracowywanie wniosków w zakresie kształcenia oraz koordynacja w zakresie dokształcania i doskonalenia służby informacyjnej, a także przygotowywania użytkowników do korzystania z informacji,
- inicjowanie i prowadzenie działalności informacyjnej (informacji centralnej) dla centralnych organów zarządzania,
- prowadzenie działalności wydawniczej w dziedzinie informacji naukowej, technicznej i ekonomicznej oraz świadczenie usług wydawniczych i informacyjnych, w tym również o podejmowanych i zakończonych pracach naukowo-badawczych i rozwojowych,
- reprezentowanie polskiej służby informacji naukowej, technicznej i ekonomicznej za granicą oraz współpraca z zagranicznymi centrami i organizacjami prowadzącymi działalność informacyjną, a w szczególności z Międzynarodowym Centrum Informacji Naukowej i Technicznej krajów członkowskich RWPG,
- współpraca z organizacjami społecznymi w rozwijaniu działalności informacyjnej w kraju,
- opiniowanie rzeczowych i finansowych planów importu i rozdziału literatury fachowej,
- -prowadzenie rejestru jednostek i komórek organizacyjnych.

## Kierowanie Centrum
Centrum Informacji kierował dyrektor generalny Centrum Informacji.
Dyrektora generalnego i zastępców dyrektora generalnego Centrum Informacji powoływał Przewodniczący Komitetu Nauki i Techniki.
Przewodniczący Komitetu Nauki i Techniki powoływał Radę Naukowo-Programową.
Skład Rady Naukowo-Programowej, liczbę jej członków oraz zakres i tryb działania określał statut Centrum Informacji.

## Przekształcenie Centrum
Na podstawie uchwały Rady Ministrów z 1990 roku (w sprawie uznania niektórych uchwał Rady Ministrów ogłoszonych w Monitorze Polskim za nieobowiązujące) zlikwidowano Centrum i ustanowiono Instytut Informacji Naukowej, Technicznej i Ekonomicznej.